# Finsterau (Mauth)
Das Dorf Finsterau ist ein Gemeindeteil der Gemeinde Mauth im Landkreis Freyung-Grafenau im Bayerischen Wald an der Grenze zu Tschechien. Die Gemarkung Finsterau umfasst die Orte Finsterau und Heinrichsbrunn.

## Geschichte
Der Ort wurde 1704 als letzte und nördlichste Siedlung von „Großphilippsreut“ (Mauth, Vierhäuser, Zwölfhäuser, Hohenröhren, Heinrichsbrunn, Finsterau) am Bergreichensteiner Ast des Goldenen Steiges von Fürstbischof Johann Philipp von Lamberg mit zehn Anwesen gegründet. Die ursprüngliche Ortsbezeichnung war „Halbwald“, weil die Siedlung auf dem halben Weg zwischen Kreuzberg und Bergreichenstein lag. Die Bezeichnung Finsterau erscheint erstmals Mitte des 18. Jahrhunderts.
Wie das gesamte Großphilippsreut liegt Finsterau als Waldhufendorf auf einem Bergrücken zwischen Rotbach beziehungsweise Saußbach und Reschbach. Die einzelnen Huben, hier Hausörter genannt, verliefen von den Anwesen zu den Bachläufen.
Das erste Schulhaus, ein einfacher Holzbau, wurde 1826 errichtet. 1836 setzte man ein Stockwerk darauf. 1888 trat ein erheblich größerer Granitbau an dessen Stelle. 1935 kam ein weiteres Gebäude dazu. 1965 bis 1967 wurde dann ein ganz neues, modernes Schulhaus errichtet. Die Schule in Finsterau gehörte ab 1969 zum Schulsprengel Mauth und musste 2005 geschlossen werden.
Die Dorfkapelle von Finsterau (heute Leichenhaus) erbaute man 1888, die neuromanische Pfarrkirche Mater dolorosa 1910 bis 1912. Architekt war Johann Baptist Schott. Mit 1.030 Metern über dem Meeresspiegel ist sie die höchstgelegene Pfarrkirche im Bistum Passau. Finsterau war seit 1896 Expositur und ist seit 1921 Pfarrei.
Mit Wirkung vom 1. Januar 1900 wurde aus den Siedlungen Finsterau und Heinrichsbrunn durch Ausgliederung aus der Gemeinde Mauth die Gemeinde Finsterau errichtet.
Die Gemeinde hatte bei ihrer Errichtung 692 Einwohner, 1952 waren es 1116.
Im Zuge der Gebietsreform in Bayern kam Finsterau am 1. Januar 1978 wieder zur Gemeinde Mauth.

## Bürgermeister
Bürgermeister waren:
| - Franz Gibis (ab 1900) - Heinrich Hackl - Josef Moosbauer - Ludwig Hackl - Felix Gibis | - Martin Kralik - Johann Wolf (bis 1956) - Ludwig Kellermann (1956–1966) - Max Gibis (1966–1978) - Leopold Graf - Werner Brandhofer - Max Gibis (2008–2013) - Ernst Kandlbinder (2014–) |

## Tourismus
Im Nordwesten des Ortes liegt das 1980 eröffnete Freilichtmuseum Finsterau.
Im Norden befindet sich ein Grenzübergang nach Bučina in Tschechien für Fußgänger und Radfahrer. Zwischen Mitte Mai und Anfang November darf der Weg zum Grenzübergang nur von Igelbussen, einem Verkehrskonzept im Nationalpark Bayerischer Wald, befahren werden. Außerhalb der Betriebszeiten dieser Igel-Busse ist der Übergang auch mit dem Privatfahrzeug erreichbar, jedoch ist die Zufahrt von 9 bis 18 Uhr untersagt. Ein Überfahren der Grenze mit motorisierten Fahrzeugen ist jedoch verboten.
1994 wurde anlässlich der Senioren-Weltmeisterschaft ein Langlaufzentrum geschaffen. In der Nähe befindet sich ein Feriendorf und seit 2025 die barrierefreie Aussichtsplattform Wistlberg, mit Spielplatz und Nationalpark Café.
Da auch die Straßenverhältnisse durch die harten Winter in Finsterau extrem sind, sind allradgetriebene Fahrzeuge in der Gemeinde sehr beliebt. Daraus hat sich das schon legendäre „Quattro-Treffen“ in Finsterau entwickelt. Alle Jahre Anfang Februar treffen sich am alten Sportplatz in Finsterau hunderte Quattros und Zuschauer, um im legendären Finsterauer Kessel Driftrunden zu drehen. Die Veranstaltung ist Kult in Finsterau und ist schon weit über die Landesgrenzen hinaus bekannt.

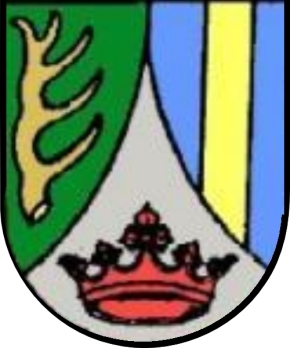
Finsterau

## Wappen
Die Wappenbeschreibung lautet: Durch eine silberne Spitze, darin eine rote Grafenkrone, gespalten von Grün und Blau; vorne eine senkrecht stehende goldene Hirschstange, hinten ein goldener Pfahl.
Fürstbischof Kardinal Johann Philipp Graf von Lamberg als der Gründer von Finsterau wird mit der adeligen Grafenkrone dargestellt, die Hirschstange verweist auf den Wildreichtum im Finsterauer Forst und der goldene Pfahl steht für den „Goldenen Steig“, der von Passau nach Böhmen führt.

## Vereine
| - Chor „Gruppe ACKAT“ - CSU OV Finsterau - Förderverein Motorsport Finsterau e. V. - Frauenbund Finsterau - Freiwillige Feuerwehr Finsterau, gegründet 1902 - Kinder- und Jugendchor „dolorosa“ Finsterau - Kirchenchor Finsterau - Krieger- und Soldatenbund Finsterau, gegründet 1899 - Malteser Hilfsdienst Finsterau - Männerchor Finsterau - MC Finsterau | - Pfarrcaritasverband Finsterau - Schützenverein Frohsinn Finsterau - Seniorenclub Finsterau - Siedlerfreunde Finsterau - Theatergruppe Finsterau - SV Finsterau, gegründet 1957 - Taubenverein Grenzlandflieger u. Friedenstaube - Vdk-Ortsverband Finsterau - Verein d. Freunde u. Förderer des Freilichtmuseums Finsterau - Zündappfreunde Finsterau |

## Baudenkmäler
In der Liste der Baudenkmäler in Mauth sind für Finsterau elf Baudenkmäler aufgeführt.

## Persönlichkeiten
- Josef Opitz (1890 Praha – 1963 Tübingen), Prager deutscher Kunsthistoriker, Hochschullehrer und Maler, lebte hier 1946 – 1953 nach seiner Flucht aus der Tschechoslowakei im Mai 1945.[6]